# Хеския, Зако
И́сак Соломо́нов Хе́ския (болг. Исак Соломонов Хеския, более известный как За́ко Хе́ския (болг. Зако Хеския; 21 сентября 1922, Стамбул, Турция — 3 июня 2006, София, Болгария) — болгарский кинорежиссёр и сценарист. Народный артист НРБ.

## Биография
Один из ведущих болгарских режиссёров, снимавших как камерные ленты, так и эпические полотна. В 1966—1991 годах в штате киностудии «Бояна».

## Избранная фильмография

### Режиссёр
- 1965 — Жаркий полдень / Горещо пладне
- 1966 — Начало каникул / Началото на една ваканция
- 1969 — Восьмой / Осмият (по книге воспоминаний Стойо Неделчева-Чочоолу «Боят настана»)
- 1971 — Трое из запаса / Тримата от запаса
- 1973 — Зарево над Дравой / Зарево над Драва
- 1976 — Бой последний / Бой последен (в советском прокате «Горы гнева»)
- 1979 — Одни среди волков / Сами сред вълци (телесериал)
- 1981 — Йо-хо-хо / Йо-хо-хо
- 1985 — Ночью на белых конях / Нощем с белите коне (телесериал)
- 1988 — Без царапины / Без драскотина

### Сценарист
- 1976 — Бой последний / Бой последен (с Свободой Бычваровой и Николой Русевым[болг.] по роману Веселина Андреева)

## Награды
- ? — Заслуженный артист НРБ
- 1965 — номинация на приз Золотая пальмовая ветвь 18-го Каннского кинофестиваля («Жаркий полдень»)
- 1974 — главный приз «Золотая роза» Фестиваля болгарских игровых фильмов «Златна Роза» фильму «Зарево над Дравой».
- 1980 — Димитровская премия («Зарево над Дравой» и «Одни среди волков»)
- 1981 — Специальный приз XII Московского международного кинофестиваля («Йо-хо-хо»)
- 1981 — номинация на Золотой приз XII Московского международного кинофестиваля («Йо-хо-хо»)
- 1985 — Народный артист НРБ
- 1983 — Орден «Кирилл и Мефодий» II степени